# Szafran turecki
Szafran turecki (Crocus ancyrensis) – gatunek z rodziny kosaćcowatych. Roślina endemiczna Turcji rosnąca w środkowej Anatolii i w zachodniej części kraju w rejonie wybrzeży Morza Czarnego. Szafran turecki jest zagrożony z powodu intensywnego wypasu i niekontrolowanego zbierania roślin.

## Nazwa
Szafran turecki został opisany po raz pierwszy przez angielskiego botanika Williama Herberta w 1847 roku. Ponieważ odnalazł on egzemplarze roślin w okolicy Ankary (Angory), która w starożytności nosiła  łacińską nazwę Ancyra, nadał mu nazwę Crocus ancyrensis.

## Rozwój
Rozwój liści rozpoczyna się zaledwie kilka dni przed lub równocześnie z pojawieniem się kwiatów. Czas kwitnienia przypada na drugą połowę lutego i pierwszą połowę marca. Kwiaty kwitną około 15 dni w zależności od pogody. Torebka pojawia się już w połowie kwietnia, a nasiona dojrzewają pod koniec maja - około 45 dni po zniknięciu kwiatu. Liście wysychają i znikają w lipcu. Średnio każda torebka zawiera 30 nasion. Nasiona aby zakiełkować muszą mieć temperaturę około 10° C ± 2° C i 70%  wilgotności.